# クッティニルパーク国立公園
クッティニルパーク国立公園（英：Quttinirpaaq National Park）は、カナダの国立公園である。カナダの極北とも言えるヌナヴト準州のクィキクタアルク地域にあるエルズミーア島の北東部に位置し、北東グリーンランド国立公園に次いで地球上で２番めに北にある公園である。イヌクティトゥット語で"Quttinirpaaq”は「世界の頂点」を意味する。1988年に「エルズミーア島国立公園保護区」として設立され、1999年にヌナヴト準州の成立に合わせて現在の名前に改名、2000年に国立公園となった。
公園の面積は37,775平方キロメートルに及び、ウッド・バッファロー国立公園に次いで、カナダで二番目に広い公園である。

## 景観
大地は岩と氷に支配されており、降水のほとんど無い極地砂漠となっている。公園内の高地は大半が氷冠に覆われており、この氷冠とそこから流れ落ちる氷河の起源は、少なくとも最後の氷河期まで遡る。公園内にあるBarbeau Peakは標高2,616メートルあり、ヌナヴト準州の最高峰である。

## 自然
レミングやホッキョクウサギ、ジャコウウシにホッキョクオオカミといった数種の動物が公園内に生息している。しかし、まばらな植生と低温のため個体数は限られている。ペアリーカリブーの頭数もかなり少ない。夏になるとミズカキチドリやコオバシギ、シロハヤブサやシロハラトウゾクカモメなどの鳥達が営巣に公園を訪れる。通常見られる植物には、草や地衣類に加えて ドワーフ・ウィローやホッキョクワタスゲがある。こういった動物や植生はヘイズン湖地区に集中して見られる。ここは、周囲の氷冠に覆われた山々や谷筋に比べ比較的温和な気候をしている。

## 人類史
高緯度と限られた野生生物のため、エルズミーア島のこの地域に人類が居住したことはない。 タンカリー・フィヨルドからヘイゼン湖に続く峠道には、極北の人々が約5,000年前から使われてきた痕跡がある。テントの裾石や食料庫の跡が、前期ドーセット、ドーセット、現代イヌイットの祖先であるトゥーレ人といった文化の担い手がこの地域を訪れたことを物語る。
この島の東や北端は、様々な極地探検の出発点として使われてきた。 フォート・コンガーは初期の北極探査の調査基地であり、連邦遺産建造物として管理されている。

## 公園
パークス・カナダは、 タンカリー・フィヨルド空港とヘイゼン湖、ワード島に監視所と未舗装の仮設滑走路を整備している。タンカリー・フィヨルドとヘイゼン湖は旅行者にとって基本となるアクセス・ポイントだ。 この監視所以外に公園内に設けられた施設はない。2つのトレッキング用ルートが有り、ヘイゼン湖とタンカリー・フィヨルドを結ぶルートとアド・アストラとヴァイキング氷冠を巡るルートだが、いずれも100キロメートル程度の距離がある。
2004年に、公園はカナダの世界遺産の9つの候補の一つに選ばれた。

## ギャラリー
クッティニルパーク国立公園
- クッティニルパーク国立公園の地図
- タンカリー・フィヨルドのGull Glacier
- タンカリー・フィヨルド, エア・フォース川やロールロック川、マクドナルド川の河口が見える
- エア・フォース氷河 2011
- エア・フォース氷河 1997
- ビューティー川と Ekblaw 湖
- Scylla 氷河と Charybdis 氷河の合流点
- タンカリー・フィヨルドの北にあるBritish Empire Range
- ホッキョクギツネ
(Alopex lagopus)
- ホッキョクウサギ
(Lepidus arcticus )

## 参照
1. ↑  “ナショナルジオグラフィック ニュース：北極圏で”ミイラ化した森”を発見”. 2016年6月15日閲覧。
2. ↑  “Quttinirpaaq National Park”. The Canadian Encyclopedia.  ヒストリカ・カナダ（英語版）. 2015年5月28日閲覧。
3. ↑  
E. J. STEWART、S.E.L. HOWELL、D. DRAPER、J. YACKEL、A. TIVY (2008). Cruise tourism in a warming Arctic: Implications for northern National Parks (Report). parks for Tomorrow Conference (英語). カルガリー大学. p. 1. hdl:1880/46913. 2024年2月28日閲覧.
4. ↑  “Quttinirpaaq National Park of Canada”.  パークス・カナダ (2015年4月13日). 2015年5月28日閲覧。
5. ↑  “Quttinirpaaq National Park of Canada - Cultural Heritage”.  パークス・カナダ (2009年9月18日). 2010年2月27日閲覧。
6. ↑  “Quttinirpaaq National Park of Canada - How to Get There”.  パークス・カナダ (2013年12月20日). 2015年5月28日閲覧。
7. ↑  
“Quttinirpaaq”. UNESCO - Tentative List.  ユネスコ. 2015年5月28日閲覧。